# 李氏圆环

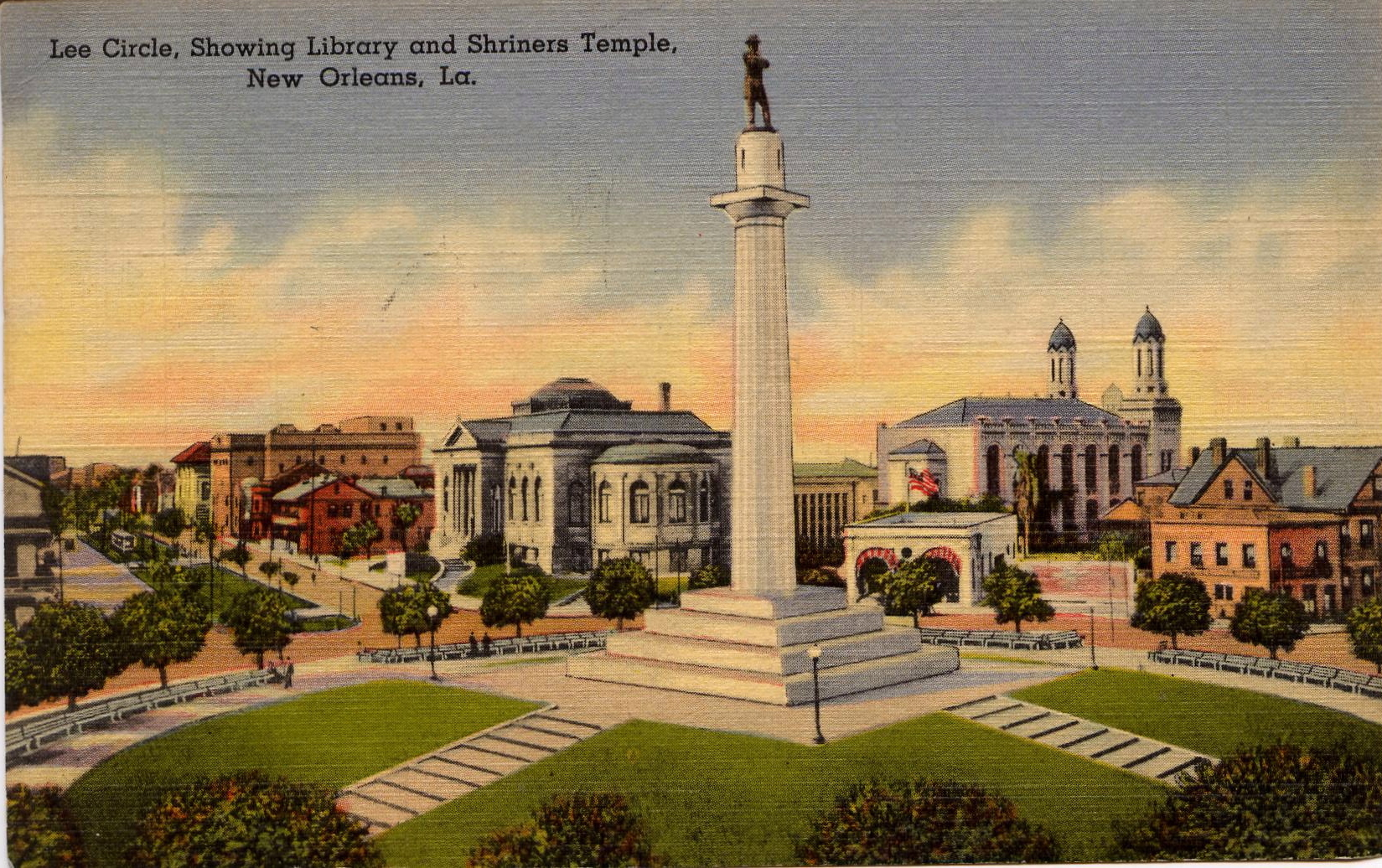
李氏圆环

李氏圆环（Lee Circle）是一个交通环岛，位于美国新奥尔良的圣查尔斯大道与霍华德大道相交汇的地方。环岛中心是美利坚联盟国将军罗伯特·李的纪念柱，多立克柱顶部的铜像由亚历山大·多伊尔雕刻。在1884年竖立纪念柱之前，该地点称为蒂沃利圆环（Tivoli Circle）。